# Vestřev
Vestřev (ž. rod, německy Neustadt) je vesnice v Podkrkonoší, součást obce Dolní Olešnice v okrese Trutnov. Nachází se východně od centra Dolní Olešnice, mezi Kalenským potokem a Labem, podél silnice I/16. Katastrální území má rozlohu 1,36 km².

## Pamětihodnosti

### Zámek
V místní části Nové Zámky se nachází stejnojmenný, pozdně renesanční zámek. Byl postaven na přelomu 16. a 17. století pro Jindřicha z Valdštejna italským stavitelem Carlo Valmadim, kterému je připisován i kostel svatého Jakuba v Dolní Olešnici a řada dalších významných staveb v regionu. Zámek byl významně přestavěn v 17. století za Viléma Lamboye a dále na konci 19. století za Deymů ze Stříteže. V druhé polovině 20. století zde fungovala oční léčebna, až do roku 1998. Nyní je zámek v soukromém vlastnictví a veřejnosti nepřístupný.

### Další stavby
Dalšími památkově chráněnými objekty jsou empírový hostinec (čp. 92), roubený hostinec (čp. 99), usedlost čp. 104 a socha sv. Antonína. V lese jižně od Vestřevi se nachází zřícenina hradu Bradlo ze 13. století.

### Rekordní průtok
Na Labi ve Vestřevi se nachází stanice měření průtoku. Při povodni 2. 6. 2013 zde byla zaznamenána výška hladiny 354 cm a průtok 310 m³/s, tedy více než stoletá voda (běžný stav je kolem 30 cm a průtok kolem 3 m³/s).

### Těžba granátů
V minulosti byly v lokalitě Vestřev na Kalenském potoce, podobně, jako v Podsedicích na Litoměřicku, průmyslově těženy české granáty (pyropy) pro potřeby Družstva umělecké výroby Granát Turnov. Podkrkonošské naleziště má ze všech ložisek pyropů na území České republiky největší mocnost. Těžba v místní části Dolní Olešnice probíhala 15 let a byla ukončena v roce 2008. V dalších letech byly zpracovány podklady pro obnovení těžby granátů, s níž v roce 2014 vyslovila souhlas i obec Dolní Olešnice.

## Galerie

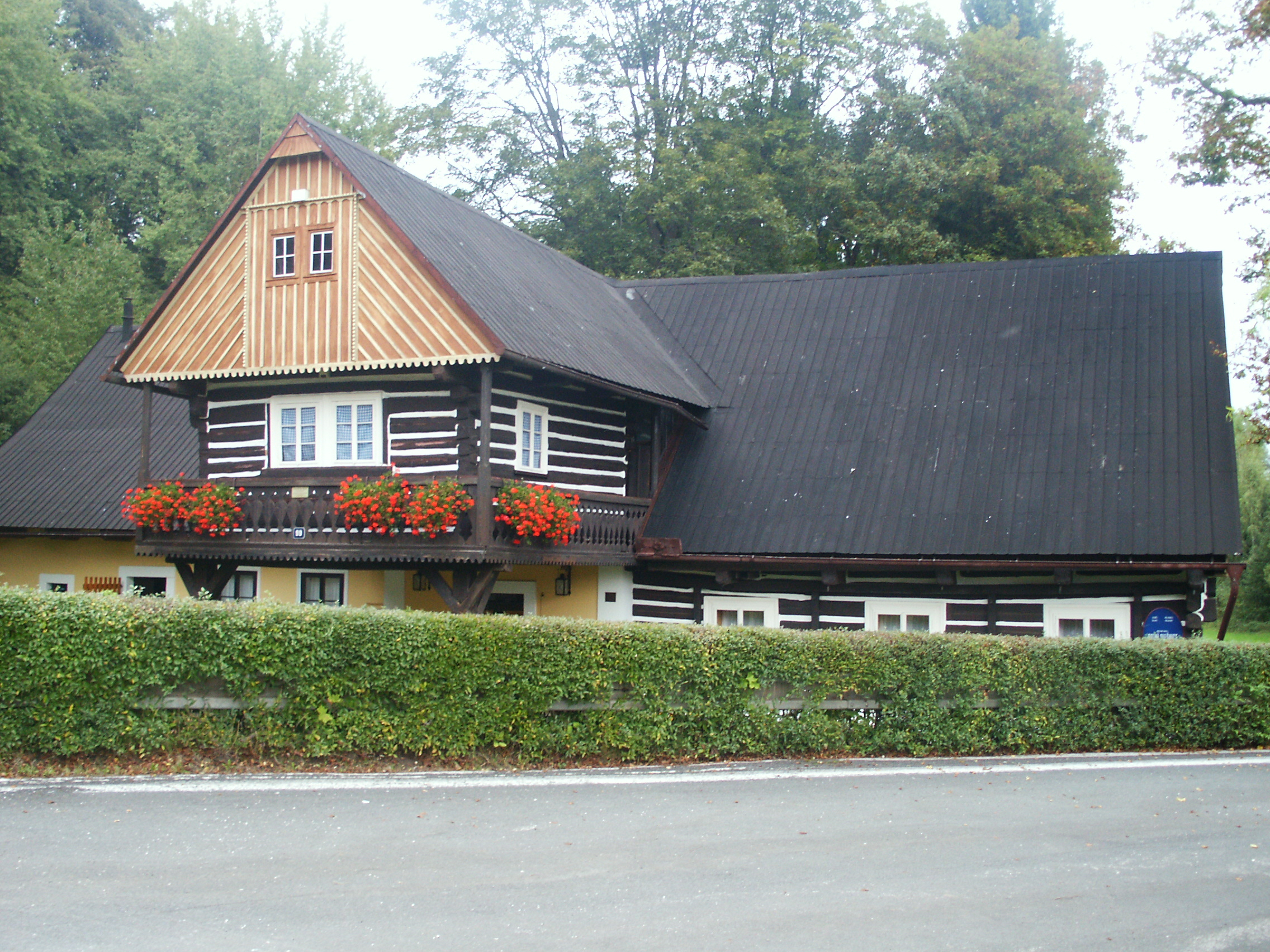
Vestřev čp. 99
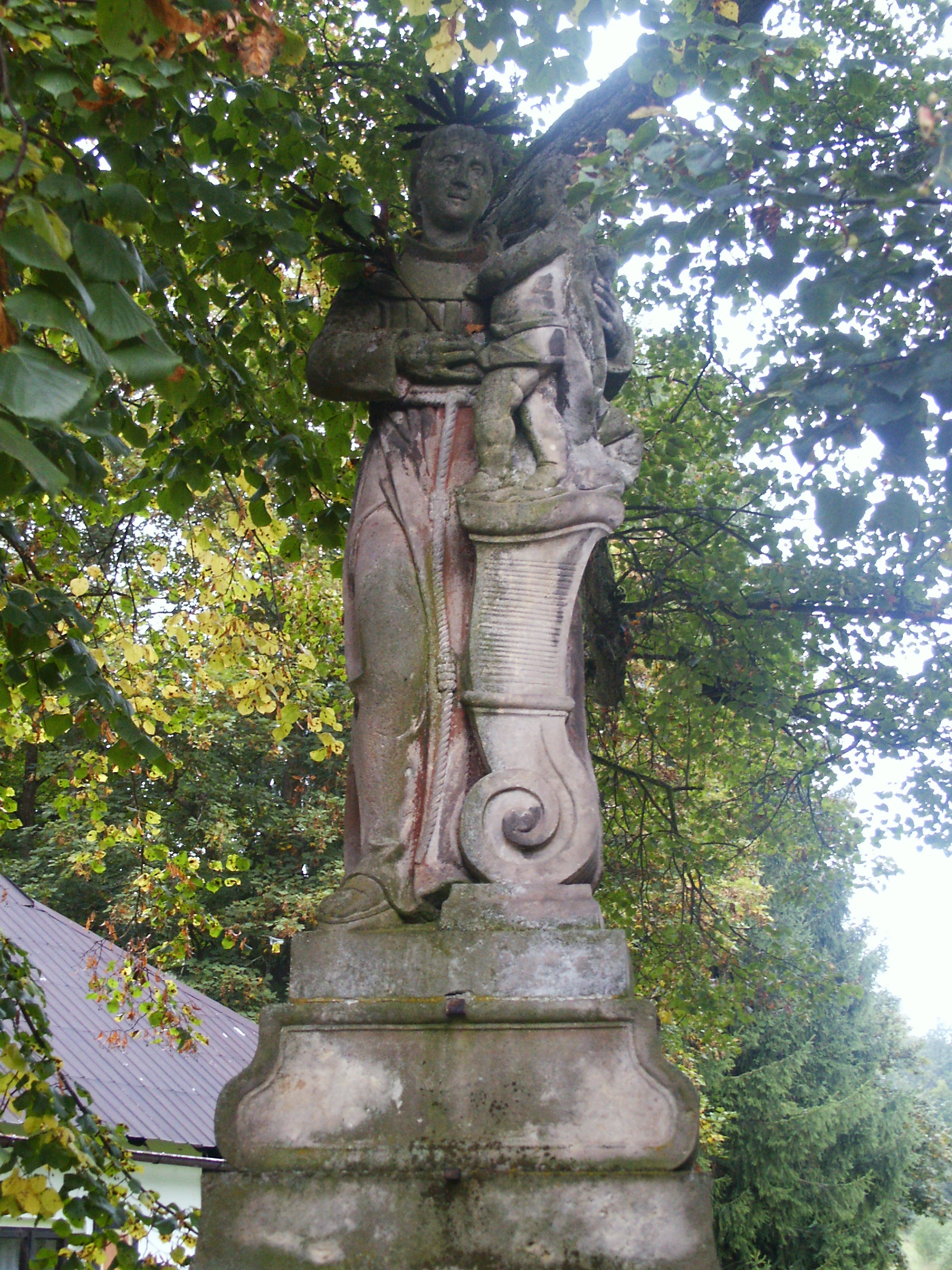
Vestřev – sv. Antonín
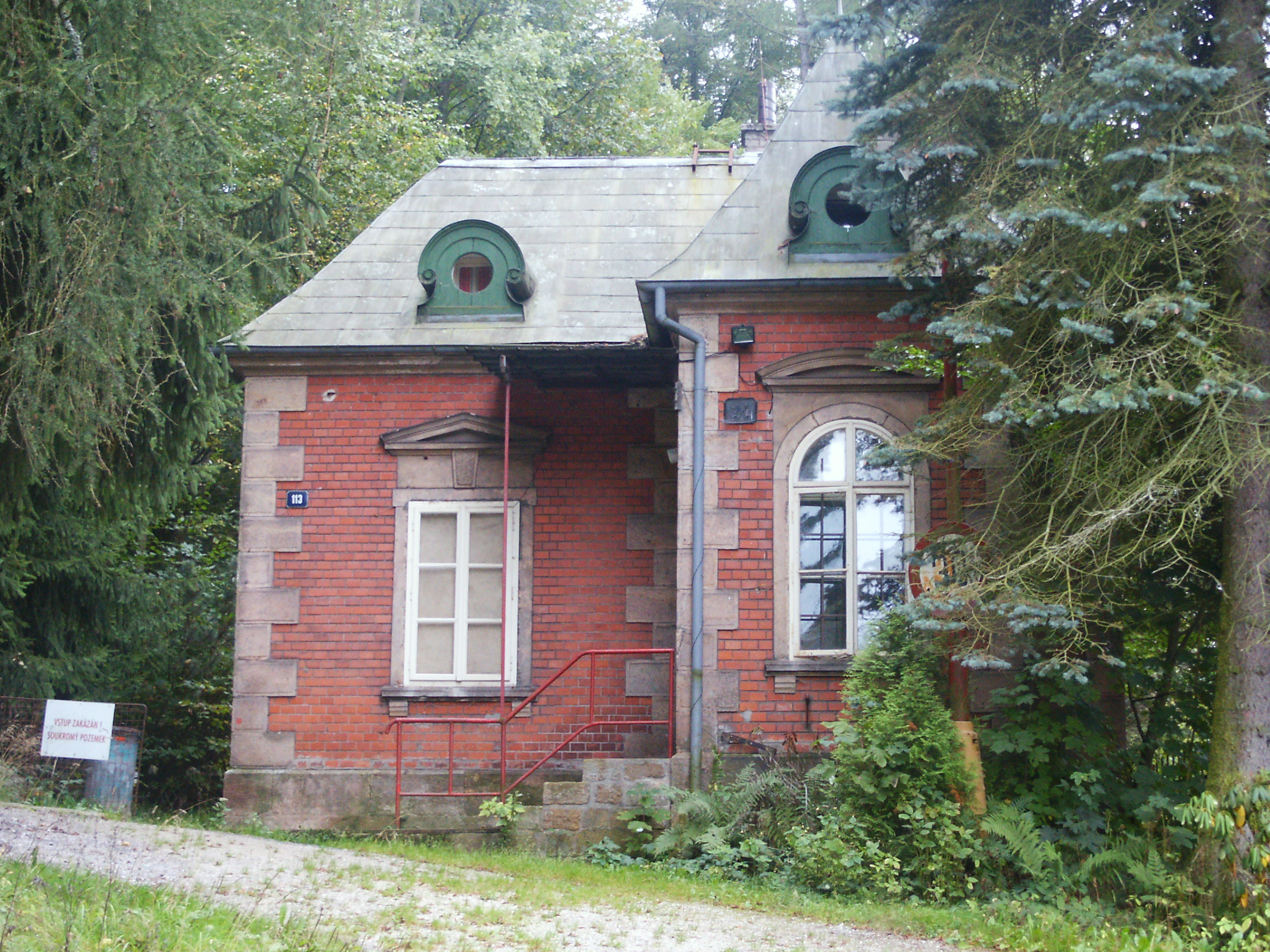
Vestřev – zámek, vstup